# Муниципальная пожарная охрана
Муниципальная пожарная охрана — вид пожарной охраны, создаваемый органами местного самоуправления для предупреждения и тушения пожаров на территории муниципальных образований.

## История
В XIX веке в Российской империи профессиональные пожарные являлись подразделениями полиции. В ходе реформ Александра II были созданы органы местного самоуправления. В 1862 году городским властям было разрешено создавать общественные пожарные команды, самостоятельно комплектовать их штаты. При тушении пожаров общественные пожарные команды должны были подчиняться полиции. Государственные команды сохранялись. При их наличии в городах создавались препятствия для создания общественных команд со стороны полиции. В 1901 году заведование хозяйственной частью Санкт-Петербургской пожарной команды было передано городу. В 1908 году Городское общественное управление ходатайствовало о преобразовании столичной пожарной команды из государственной в общественную, однако инициатива не была поддержана Министерством внутренних дел и градоначальником. Правовые акты, разрешающие создавать общественные пожарные команды, вплоть до 1917 г. сохраняли статус временной нормы, дополнительно ограниченной необходимостью разрешения от министра внутренних дел.
После революции 1917 года в Петрограде, Москве и других городах руководство пожарными командами производилось на основе выборов. Данный порядок сохранялся до принятия 17 апреля 1918 года декрета «Об организации государственных мер по борьбе с огнем».
В действовавшем до 2003 года законодательстве одним из вопросов местного значения являлась организация муниципальной пожарной службы. Новый закон отнёс к категории вопросов местного значения лишь обеспечение первичных мер пожарной безопасности в населённом пункте муниципального образования.
Первая в России муниципальная пожарная часть была создана летом 2007 на базе пожарного депо Ярославского судостроительного завода

## Российская Федерация
Для организации пожаротушения на своей территории органы местного самоуправления могут создавать подразделения муниципальной пожарной охраны. Создание муниципальной пожарной охраны является правом, а не обязанностью местного самоуправления. Муниципальная пожарная охрана может создаваться лишь при наличии достаточных средств в местных бюджетах, что присуще крупным поселениям и городским округам, в которых, как правило, уже имеется государственная противопожарная служба. Небольшие поселения зачастую являются дотационными и не в состоянии создать муниципальную пожарную охрану.

### Правовая основа
Возможность создания муниципалитетами муниципальной пожарной охраны была законодательно установлена в 2003 году. Данный вид пожарной охраны содержится за счёт местного бюджета.